# The Complete B'z
『The Complete B'z』（ザ･コンプリート・ビーズ）は、日本のロックユニット・B'zが2005年8月1日にVERMILLION RECORDSからリリースされていたボックス・セットである。iTunes Music Store（現:iTunes Store）よりネット配信限定でリリースされたが、現在配信が停止されている（理由は後述にて）。

## 内容
1stシングル『だからその手を離して』から39thシングル『OCEAN』、1stアルバム『B'z』から14thアルバム『THE CIRCLE』、1stミニ・アルバム『BAD COMMUNICATION』から5thミニ・アルバム『FRIENDS II』、ベスト・アルバム『B'z The Best "Pleasure"』、『B'z The Best "Treasure"』、『B'z The "Mixture"』、『The Ballads 〜Love & B'z〜』に、『Exclusive Tracks（ボーナス・トラック）』6曲をプラスした全343曲のボックス・セットで、1万8800円と高額になっている。
配信開始当初、シングル『OCEAN』は収録されていなかったが、CD発売後に追加された。尚、『LOOSE』、『B'z The Best "Treasure"』、『The Ballads 〜Love & B'z〜』の最後に収録されている隠しトラックは収録されていない。
フォーマットは全曲AAC形式で、ビットレートは128kbps。
また、1994年までにリリースされた作品は、全曲リマスタリングが施されており、音質が向上している。『WICKED BEAT』、『MARS』、『THE CIRCLE』において、CD収録版での曲のイントロが前曲のアウトロとクロスフェードしているものは、今作の収録にあたって修正されている。しかし「BE THERE」の1番のBメロにおいて、音飛びがするなどの不具合もあった。
iTunesではこの他にも多くのB'zの楽曲が配信されているが、シングル『OCEAN』以前のシングルカップリング、及び原盤権をアリオラジャパンが保有している初期作品等のPC配信は、当時今作のみとなっていた。
2012年2月22日、Appleは日本国内において、全楽曲をiTunes Plus（256kbps AAC DRMフリー）で配信することを決定した。このため、iTunes Plusの許可を出していない国内音源の配信が一時ストップする事態が発生した。B'zに関しても例外ではなく、日本iTunesからB'zの文字が消えることとなった。後日配信が再開されたが、先述のような原盤権の問題のためか、このボックス・セットのみ配信が停止したままになっている。

## 特典
アルバムの完全ディスコグラフィを搭載したオリジナルのデジタル・ブックレット「Digital Booklet - The Complete B'z」付き。

## 収録曲
各タイトル、及び区分けは、先述の「Digital Booklet - The Complete B'z」での表記に準じる。
シングル
1. だからその手を離して
2. 君の中で踊りたい
3. LADY-GO-ROUND
4. BE THERE
5. 太陽のKomachi Angel
6. Easy Come, Easy Go!
7. 愛しい人よGood Night...
8. LADY NAVIGATION
9. ALONE
10. BLOWIN'
11. ZERO
12. 愛のままにわがままに 僕は君だけを傷つけない
13. 裸足の女神
14. Don't Leave Me
15. MOTEL
16. ねがい
17. love me, I love you
18. LOVE PHANTOM
19. ミエナイチカラ 〜INVISIBLE ONE〜/MOVE
20. Real Thing Shakes
21. FIREBALL
22. Calling
23. Liar! Liar!
24. さまよえる蒼い弾丸
25. HOME
26. ギリギリchop
27. 今夜月の見える丘に
28. May
29. juice
30. RING
31. ultra soul
32. GOLD
33. 熱き鼓動の果て
34. IT'S SHOWTIME!!
35. 野性のENERGY
36. BANZAI
37. ARIGATO
38. 愛のバクダン
39. OCEAN (※シングルリリース後の追加収録)

オリジナル・アルバム
1. B'z
2. OFF THE LOCK
3. BREAK THROUGH
4. RISKY
5. IN THE LIFE
6. RUN
7. The 7th Blues
8. LOOSE
9. SURVIVE
10. Brotherhood
11. ELEVEN
12. GREEN
13. BIG MACHINE
14. THE CIRCLE

ミニ・アルバム
1. BAD COMMUNICATION
2. WICKED BEAT
3. MARS
4. FRIENDS
5. FRIENDS II

ベスト・アルバム
1. B'z The Best "Pleasure"
2. B'z The Best "Treasure"
3. B'z The "Mixture"
4. The Ballads 〜Love & B'z〜

Exclusive Track
1. This Love (Original Track : MAROON 5)
  - アメリカのロック・バンド、Maroon 5のカバー曲。稲葉による訳詞がついた日本語バージョン。原曲にはないギターソロが追加されている。

Exclusive Live Tracks
1. Run (B'z LIVE-GYM '93 "RUN" 1993.6.17 国立代々木競技場第一体育館)
2. Love Is Dead (B'z LIVE-GYM '94 "The 9th Blues" 1994.7.1 横浜アリーナ)
3. F・E・A・R (B'z LIVE-GYM '99 "Brotherhood" -EXTRA- 1999.9.25 京都会館第一ホール)
4. Ultra Soul (B'z LIVE-GYM in Hong Kong 2001 2001.8.30 香港国際展示ホール)
5. Brotherhood (B'z LIVE-GYM The Final Pleasure "IT'S SHOWTIME!!" 2003.8.21 倉敷市民会館)

全343曲